# Costantino I di Cachezia
Costantino I di Cachezia, in georgiano კონსტანტინე I?, noto anche come Constantine Khan (კონსტანტინე ხანი) (Tbilisi, 1567 – Tbilisi, 22 ottobre 1605), è stato re di Cachezia dal marzo all'ottobre del 1605.

## Biografia
Figlio di re Alessandro II di Cachezia e di sua moglie Tinatin Amilakhvari, Costantino venne preso come ostaggio politico quando era ancora piccolo e portato alla corte dello scià di Persia dove venne convertito all'Islam, assimilando i costumi di corte e vivendovi per diversi anni. Quando gli inviati di suo padre Alessandro II, Simone I di Cartalia e Manuchir II di Samtskhe giunsero alla corte tra il 1596 ed il 1597 con diversi doni tra cui giovani schiavi e schiave, Costantino si intrattenne molto a parlare con loro. Egli prestò in seguito servizio come darugha (prefetto) per la città reale di Qazvin e poi di Isfahan (1602–1603). Nel 1604, lo scià Abbas I di Persia lo nominò governatore e comandante militare di Shirvan per combattere le forze ottomane ivi presenti, e gli ordinò di assicurare la partecipazione della Cachezia alla campagna militare. Dal momento che Alessandro II era riluttante a partecipare allo scontro, Costantino, accompagnato dal suo entourage persiano, giunse in Cachezia e venne ricevuto con tutti gli onori da suo padre e da suo fratello Giorgio in un accampamento presso il villaggio di Zagem (Bazari).
Il 12 marzo 1605, durante i negoziati, Costantino assassinò suo padre Alessandro e suo fratello Giorgio, autodichiarandosi re di Cachezia. Ad ogni modo, i suoi sudditi si rifiutarono di riconoscere quale loro sovrano un patricida e si rivoltarono. La ribellione, capeggiata da Ketevan, vedova del fratello di Costantino Davide I, richiese l'aiuto di Giorgio X di Cartalia. Costantino riuscì a corrompere molti nobili e, su ordine dello scià, guidò un'armata combinata cacheziana-qizilbash contro Shirvan. Durante il protrarsi dell'assedio di Shemakha, gli ausiliari cacheziani si rivoltarono e Costantino dovette fuggire. I ribelli inviarono degli emissari allo scià Abbas gli dimostrarono fedeltà qualora lo scià avesse riconosciuto come sovrano il loro candidato, il figlio di Ketevan, Teimuraz, il quale era di fede cristiana ortodossa e non islamica. Nel frattempo, le forze cartaliane al comando del principe Papuna Amilakhvari erano intervenute ed avevano inflitto una decisiva sconfitta all'esercito di Costantino il 22 ottobre 1605. Costantino venne ucciso in battaglia ed Abbas venne costretto a riconoscere Teimuraz come re.
Secondo le ricerche recentemente condotte sulla base degli scritti dell'ufficiale persiano dell'epoca Fażli Ḵuzāni, Costantino sposò nel 1604 circa sua nipote, una delle figlie di Mohammed Khan, influente capo qizilbash, il quale aveva sposato una figlia di Alessandro II. Il figlio di Mohammed Khan, Bektash (che era sia cognato che cugino di Costantino), accompagnò Costantino in Cachezia e poi divennegovernatore della provincia sotto il governo della ribellione guidata da Davit Jandieri nel 1615.